# Álvaro González Santana
Álvaro González Santana (Sogamoso 9 de mayo de 1937 - Bogotá 4 de mayo de 1989) fue un abogado, economista, profesor universitario y político colombiano. 
Se desempeñó como gobernador de Boyacá y senador de la República. Fue asesinado por el Cartel de Medellín.

## Biografía
Nacido en Sogamoso (Boyacá), hijo de Lucas González Saavedra y Emelina Santana Salamanca, Bertha Lucrecia fue su única hermana, su padre fue alcalde de Firavitoba (Boyacá). Bachiller del Colegio Mayor de San Bartolomé de Bogotá. Fue doctor en Derecho y en Ciencias Económicas de la Pontificia Universidad Javeriana, curso postgrados en Ciencias Económicas en la Universidad Nacional de Colombia  y en Ciencia Política en la Academia Theodor Heuss de Berlín (Alemania). Especialista en Derecho Procesal en la Universidad Libre de Colombia y en Derecho Administrativo en la Universidad del Rosario de Bogotá. Fue miembro del Partido Liberal Colombiano.  Ocupando cargos como diputado de la Asamblea de Boyacá entre 1962 y 1964, secretario de Gobierno de Boyacá entre 1964 y 1965, fue concejal de Sogamoso y presidente de la Corporación municipal  entre 1966 y 1968, fue Miembro de la  Cámara de Representantes del Congreso Nacional entre  el 20 de julio de 1968 y el 20 de julio de 1970, Senador de la República entre el 20 de julio de  1970 y el 20 de julio de 1974 y nuevamente Miembro de la Cámara de Representante del Congreso Nacional  entre el 20 de julio de 1974 y el 20 de julio de 1978. Siendo Senador presidió la Comisión Séptima de Asuntos Laborales y la Comisión VII Constitucional Permanente. Fue Presidente del Directorio Departamental Liberal de Boyacá en 1973.
Ayudó a crear la Asociación de Estudiantes Boyacenses, la Asociación de Amigos de Sogamoso, fue presidente honorario de la Sociedad Boyacense de Economistas, parte de los creadores de la Corporación Oriente Colombiano y gerenció la Industria Licorera de Boyacá entre 1966 y 1968. Fue Embajador Extraordinario y Plenipotenciario de Colombia en Misión Especial ante el Gobierno de Guatemala; Representante del Presidente de la República en la Junta Directiva de Carbones de Colombia (Carbocol); Delegado del Ministro de Educación Nacional en el Consejo Superior de la Universidad Pedagógica y Tecnológica de Colombia; Secretario General y Decano de la Facultad de Administración de Empresas de la Universidad de la Salle, entre otros cargos. 
Tuvo a su cargo la cátedra de Estadística en la Facultad de Derecho y Economía de la Pontificia Universidad Javeriana. Fue profesor de Economía en la Universidad Pedagógica y Tecnológica de Colombia, también de Economía en la Universidad de América, de Administración y Legislación Regional en la ESAP y en la Universidad de La Salle impartió Introducción al Derecho y Derecho Administrativo. 
Así mismo fue designado Gobernador de Boyacá por el gobierno de Virgilio Barco entre 1986 y 1987.
Fundó el Instituto Técnico Industrial Gustavo Jiménez en Sogamoso, mediante una Ley de Honores al mártir Gustavo Jiménez, que aprobó el Congreso de la República. Luego del trámite legislativo logró la creación de la Seccional de la Universidad Pedagógica y Tecnológica de Colombia en Sogamoso. Fue cofundador del Parque Industrial y de la Casa de la Cultura de Sogamoso y contribuyó con la construcción del Coliseo Cubierto de la misma ciudad.

### Gobernador de Boyacá (1986-1987)
Durante su mandato al frente de Boyacá, con fundamento en normativas y en planificación y gestión  administrativa encauzó al Departamento por el camino del desarrollo. Expidió el Decreto 900 de mayo de 1987, que se constituyó en el Estatuto Básico de Organización de la Administración Pública, de actualización de dicha administración y de consagración de la planeación descentralizada como propulsor del desarrollo económico y social. Con base en este Decreto se crearon centros de planeación en cada una de las provincias del Departamento. Así se identificaron los polos de desarrollo que fueron incentivados y reforzados económica y logísticamente. La agroindustria y la minería se evidenciaron como los principales  vectores del progreso de la región. Por otra parte se expidió el Decreto 1064 del 22 de mayo de 1987 que puso en funcionamiento el Fondo de Inversión para el Desarrollo (FID), organismo financiero autorizado para realizar captaciones de recursos, conceder créditos y financiar obras en los distintos municipios del Departamento.
Su gobierno planificó los estudios para la rehabilitación, electrificación y modernización del Ferrocarril del Nordeste; creó la Dirección Departamental de Ecología para la preservación y conservación de los recursos naturales; concertó recursos provenientes de la administración nacional para la rehabilitación de los hospitales del Departamento y de algunos centros de salud.
Reformó el Estatuto Fiscal de Boyacá para evitar la corrupción administrativa y el despilfarro de los recursos públicos, introduciendo modificaciones sustanciales  a la contratación administrativa y al control fiscal del erario departamental y expidió el Estatuto de Seguridad Social de garantía a los derechos de los trabajadores.
Apoyó financiera y logísticamente a los municipios, a la industria, a la agroindustria y a la minería. Promocionó el servicio de salud, la cultura, la educación, el turismo, el deporte e incrementó las fuentes de empleo y las plazas en los establecimientos educativos, mejoró los servicios públicos y trabajó en la construcción, conservación y mantenimiento de vías, carreteras, puentes, acueductos, coliseos, polideportivos, parques, plazas de mercado, albergues infantiles, casas rurales.
El Escudo de Boyacá es el principal emblema y uno de los símbolos oficiales del departamento. Fue creado en 1986 durante su gobierno, encargando al académico Gustavo Mateus Cortés que lo diseñara y presentando a la Duma departamental el proyecto de ordenanza que contenía la propuesta sobre la base de otra propuesta de 1870 por la que se pretendía implementar el escudo del Estado Soberano de Boyacá por su presidente Felipe Pérez. El escudo oficial del departamento fue aprobado por la Ordenanza N.º 53 del 5 de diciembre de 1986.

## Familia
Tuvo cuatro hijos de su primer matrimonio: Martha Lucía, Álvaro Augusto, Ligia Constanza y Claudia María.  En 1979, siendo catedrático y Secretario General de la Universidad de la Salle de Bogotá, conoció a la doctora  Consuelo Gutiérrez Chavarría, Directora de Bienestar Universitario del mismo Claustro y  profesora, investigadora, economista, trabajadora social, magister en ciencias económicas y doctora en ciencias sociales con quien contrajo matrimonio en segundas nupcias en 1987.
Su hija, la juez Martha Lucía González Rodríguez,  en 1988 comprobó judicialmente el origen de la violencia en Colombia con foco en el Magdalena Medio y que era causada  por los responsables de las masacre de las fincas Honduras y La Negra y en la vereda Punta Coquitos de Urabá (Antioquía), por lo cual ordenó la detención de los miembros del Cartel de Medellín Pablo Escobar y Gonzalo Rodríguez Gacha, de los comandantes paramilitares: Henry Pérez, Fidel Castaño Gil, el Alcalde de Puerto Boyacá Luis Rubio, entre otros y de miembros de la Fuerza Pública (Ejército Nacional y Policía Nacional).
Martha Lucía fue objeto de tres atentados fallidos y de amenazas, por lo cual se vio obligada al exilio forzoso, como cónsul de Colombia en Indonesia. Su decisión  judicial fue apelada y pasó al despacho de la juez sin rostro de Medellín María Helena Díaz, quien ratificó la determinación, y el 28 de julio de 1989, fue asesinada en Medellín, junto a sus dos escoltas del Departamento Administrativo de Seguridad (DAS), Dagoberto Rodríguez Prada y José Alfonso de Lima Benítez.

## Asesinato
En venganza contra su hija por su decisión judicial contra el Cartel de Medellín, de los paramilitares y de  los militares el 4 de mayo de 1989, su padre, ÁlvaroGonzález Santana, se encontraba en la Universidad de La Salle, donde oficiaba como decano de la facultad de Administración de Empresas, en la noche de ese día fue asesinado por dos sicarios que se movilizaban en motocicleta, en la carrera séptima de Bogotá, frente al Parque Nacional cerca a la Pontificia Universidad Javeriana, cuando manejaba su vehículo, su esposa Consuelo Gutiérrez, quedó herida en el atentado. Este crimen fue declarado de Lesa Humanidad por la Fiscalía General de la Nación y en la actualidad está sometido a la jurisdicción de la Comisión Interamericana de Derechos Humanos (CIDH).
Su capilla ardiente y su sepelio se realizaron en Bogotá, en las ciudades de Boyacá se organizaron marchas, oficios religiosos y las banderas ondearon a media asta los días de duelo. 
El Partido Liberal Colombiano, la Gobernación de Boyacá, la Asamblea de Boyacá, la Alcaldía Mayor de Tunja, la Alcaldía y Concejo de Sogamoso, la Alcaldía de Tota, la Corporación Universitaria de Boyacá y la Universidad de la Salle expidieron Decretos y Resoluciones de Honor.

## Homenajes
Llevan su nombre la Institución Educativa Politécnico Álvaro González Santana, y un barrio de Sogamoso.
En el primer aniversario de su fallecimiento, Sogamoso le rindió homenaje. El trigésimo aniversario de su fallecimiento se conmemoró en Bogotá.
El Concejo Municipal de Sogamoso, el 14 de abril de 2023, expidió el Acuerdo n.º 002 del 2023 por el cual honró su memoria como hijo ilustre de Sogamoso y fundador del Colegio Técnico de Bachillerato Gustavo Jiménez. En exaltación a su memoria y a su obra entregó la medalla Cacique Suamox a su familia y al colegio que fundó. Además, la Corporación creó la medalla al mérito educativo Álvaro González Santana que entregará anualmente a los dos y las dos mejores estudiantes de instituciones educativas públicas y privadas del municipio.
El 25 de junio de 2024, el Congreso de la República en nombre del pueblo de Colombia,  le otorgó a título póstumo  la Orden del Congreso de Colombia en Grado de Gran Cruz con Placa de Oro,  por su vocación de servicio  y como reconocimiento a la labor parlamentaria que desarrolló en beneficio de las instituciones democráticas y del país (Resolución n.º 129 de 2024 del Senado de la República de Colombia).

## Obras
- Bases para la Programación de la Administración Pública en el Sector Agropecuario. Editorial Minerva,[40] Bogotá, 1964.

- Plan General de Desarrollo de la Región del Upía y Valle de Tenza.[41] Imprenta Departamental, Tunja, 1968.

- Panorama de la Descentralización en Colombia. Revista Universidad de la Salle nº 15,[42] Bogotá, enero de 1987.